# 2008年胶济铁路列车撞人事故
2008年胶济铁路列车撞人事故发生于2008年1月23日。当时由北京开往青岛四方的列车撞倒多名在轨道上施工的工人，导致18人遇难，9人受伤。

## 经过
出事的旅客列车为D59次，由和谐号CRH2A型动车组重联担当，当时车辆编号为CRH2-037A及CRH2-053A（现为CRH2A-2037与CRH2A-2053）。该趟列车于北京时间15时50分由北京站开出，前往青岛四方站。晚上8時48分，当列车驶至潍坊市坊子区至潍坊市峡山生态经济发展区区间时，撞倒正在路轨上工作的中铁十六局（劳务分包）工人。

## 结果
事故导致18名工人遇难，9人受伤。
胶济铁路运输未受影响。

## 原因
官方认定此次事故是由于“无资质包工队违法违规施工”造成的。
铁路部门原定于当日晚上9时开始进行道路施工，至次日凌晨1时30分结束，期间所有途经列车必须减速至45km/h。但部份工人却提早在晚上8时40分左右砸开栅栏的门锁进入线路开始施工，当时动车D59次仍按照原定约200km/h的高速运行，在经事发地点时，其强大气流把工人卷进车底，从而导致这次事故。